# Mateo Talovac
Mateo Talovac (en latín: Mathkoni de Thallowcz; en húngaro: Tallóci Matkó) o Matija Talovac (en serbio: Матија Таловац), fue ban de Eslavonia de 1435 a 1445.

## Orígenes
Talovac provenía de la isla de Korčula y también era ciudadano de la República de Ragusa. Perteneció a la familia Talovac, influyente en la región de Cetina en el siglo xv. Su hermano Juan (o Jovan) ha sido descrito como serbio.
El hermano de Mateo, Pedro, fue ban de Croacia y Dalmacia de 1438 a 1453. Su segundo hermano, Francisco, fue ban de Severin, prefecto de Temes y capitán de Belgrado. Su tercer hermano, Juan, era prior de Vrana de 1446 a 1461. Al aceptar las donaciones reales de tierras, los hermanos Talovac fueron durante un tiempo los señores más poderosos de todas las tierras croatas. Su dominio se extendió desde Belgrado hasta Senj y desde el Drava hasta el Neretva.

## Servicio
Mateo sirvió en la corte del déspota serbio Esteban Lazarević. Después se convirtió en un castellano de Belgrado controlado por los húngaros, antes de ser nombrado en el puesto de ban de Eslavonia en 1435. Sus hermanos Juan y Francisco lo sucedieron en el cargo de castellano de Belgrado.
Poseía tierras en Topolovac (algunas fuentes lo llaman Thallowch, Talloca), que le dio el emperador Segismundo, de donde tomó el nombre de Talovac. En 1430 fue el castellano de Kovin. Al servicio del emperador Sigmund, fue nombrado administrador de la Archidiócesis de Zagreb en 1433; en 1434 fue nombrado prior de Vrana y en 1435 fue nombrado ban de toda Eslavonia. Su gobierno llegó en un momento de arrebatadas incursiones otomanas en el territorio croata y luchas internas de los señores feudales.
Matko Talovac murió en 1445.